# 比尔 (埃纳省)
比尔（法語：Buire，法語發音：[bɥiʁ]）是法国上法蘭西大區埃纳省的一个市镇，属于韦尔万区。

## 地理
比尔（49°54'10"N, 4°3'23"E）面积4.13 平方千米，位于法国上法蘭西大區埃纳省，该省份为法国北部内陆省份，北起北部省，西接索姆省和瓦兹省，东临阿登省和马恩省，西南至塞纳-马恩省，东北部与比利时接壤。
与比尔接壤的市镇（或旧市镇、城区）包括：埃帕尔西、拉埃里、伊尔松、讷沃迈松、蒂耶拉什地区奥里尼。

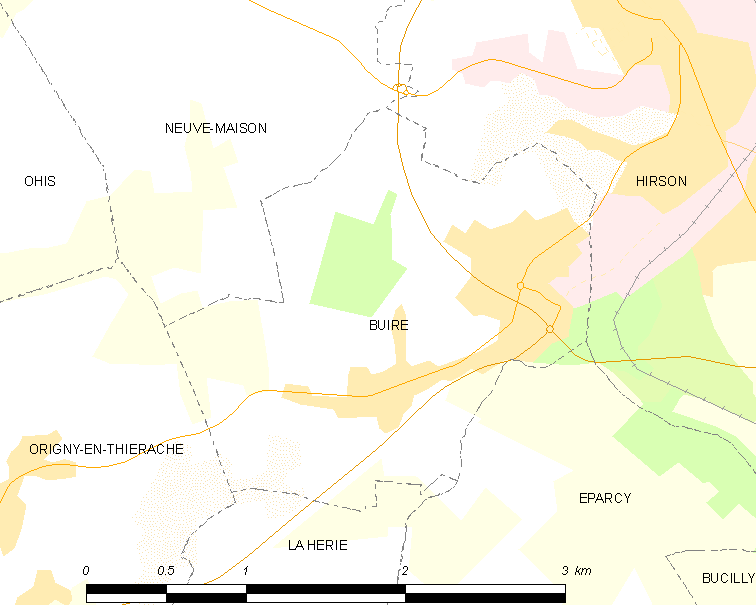
的OSM定位图

比尔的时区为UTC+01:00、UTC+02:00（夏令时）。

## 行政
比尔的邮政编码为02500，INSEE市镇编码为02134。

## 政治
比尔所属的省级选区为伊尔松县。

## 人口

1962-2008年间人口变化图示

比尔于2022年1月1日时的人口数量为822人。